# Ryuji Kubota
Ryuji Kubota (født 24. juli 1976) er en tidligere japansk fodboldspiller.
Han har spillet for flere forskellige klubber i sin karriere, herunder Yokohama Marinos og Vissel Kobe.